# Commune fusionnée de Treis-Karden
La commune fusionnée de Treis-Karden est une municipalité allemande située dans le land de Rhénanie-Palatinat et l'arrondissement de Cochem-Zell.